# Pteropus intermedius
Pteropus intermedius es una especie de murciélago de la familia Pteropodidae.

## Distribución geográfica
Se encuentran en el sur de Birmania y al oeste de Tailandia.